# Mercado de Abasto Tirso de Molina

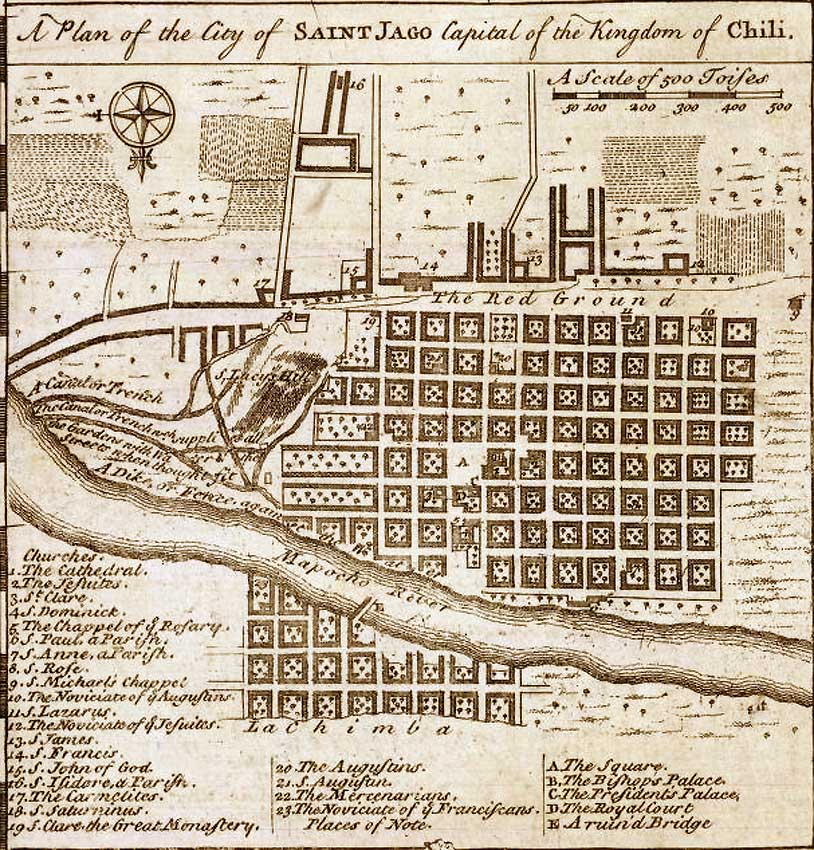
Plano de Santiago de Chile en 1747 donde se reconoce al sector de La Chimba cruzando el río Mapocho

El Mercado de Abasto Tirso de Molina es un mercado de frutas, verduras y abarrotes, tiendas de ropa y cocinerías nacionales e internacionales ubicado en la ribera norte del río Mapocho, en la comuna de Recoleta en Santiago, la capital de Chile. Se encuentra específicamente en el barrio de la Vega Central, dentro del sector históricamente conocido como La Chimba, actuales comunas de Independencia y Recoleta.
Su nombre es en honor al dramaturgo, poeta y narrador español del Barroco del siglo XVII, Tirso de Molina, pseudónimo de fray Gabriel Téllez.

## Historia

### Sector La Chimba (sigloXVI-XVIII)
El Mercado de Abasto Tirso de Molina se localiza en un sector de la capital chilena, históricamente relacionado con el asentamiento de los primeros barrios populares, La Chimba, palabra originaria del quechua que significa «del otro lado», en referencia a su ubicación en la ribera norte del río Mapocho, más allá del casco histórico del Santiago colonial, en donde vivían los más ilustrados vecinos.
Caracterizado por la presencia de comercio mayorista y mercado de frutas, verduras y abarrotes, la Chimba se estableció como uno de los primeros barrios populares de la capital, «escenario del mundo arrabalero, de la juerga y las chinganas» y cuya configuración urbana y espacial fue en gran parte concebida por la presencia e influencia social y cultural de órdenes religiosas que instalaron sus conventos y monasterios afuera de la ciudad entre el siglo XVII (Franciscanos) y XVIII (Dominicos y Carmelitas).
En la actualidad, el Mercado de Abasto Tirso de Molina se encuentra en el límite sur del sector de La Chimba, integrada también por la Pérgola San Francisco, la pérgola Santa María, la Vega Chica, la Vega Central, la Piscina Escolar, el Barrio Patronato por el oriente y el cerro Blanco, por el norte en la Avenida Santos Dumontt.

### Orígenes del Mercado (1955)
Los inicios del mercado están ligados al comercio que se generaba en torno a los tranvías de la Empresa del Ferrocarril Urbano de Santiago, los cuales tenían sus terminales en el sector. Los primeros comerciantes ambulantes llegaron con sus cuajas y, sin proponérselo, comenzaron a ser un punto de abastecimiento que encontró en las chimbas a sus principales consumidores. Con el crecimiento de la ciudad y la nueva forma de transporte, llegan las micros. La actividad, que inicialmente era ambulante, comienza a crecer y a radicarse, desapareciendo poco a poco las cunas y apareciendo los mesones.

La mayoría de la gente que ahora trabaja aquí se crio en cunitas, en cajas del mercado; literalmente nacidos y criados en este lugar. Es pintoresco decirlo, pero vivirlo es muy desagradable. Las generaciones que nacieron después tienen otro nivel. Nuestros hijos fueron a la educación Media y nuestros nietos, algunos ya van a la universidad
David Aguayo Méndez, expresidente de la Asociación Gremial Tirso de Molina

A mediados de los años 1970, cuando las micros se habían marchado, el municipio de Recoleta decide juntar a los locatarios de los artesanos, del puente y del Mapocho, en un solo mercado con cinco pasillos y estructura metálica provisoria, mientras se buscaba donde instalarlos definitivamente. No obstante, la propuesta final nunca llegó y la clientela llamó al mercado como 'Vega Chica' o simplemente Mapocho, en referencia a su cercanía al río homónimo.

### Conflicto con Autopista Costanera Norte (1998)

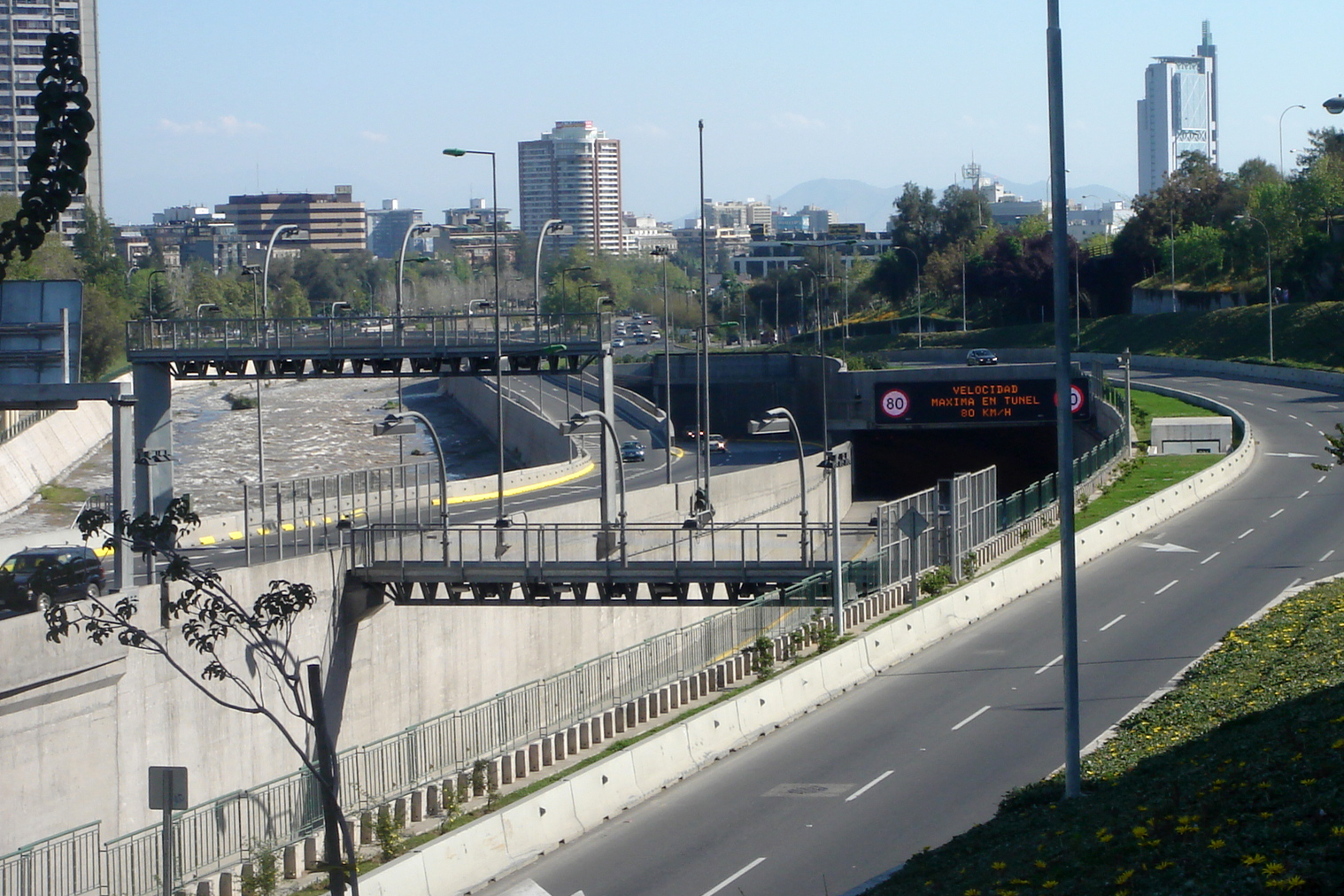
vista de la costanera norte en Santiago

La construcción de una de las salidas de la Autopista Costanera Norte que conecta el sector oriente de Santiago de Chile con el Aeropuerto Internacional Arturo Merino Benítez iba a requerir la expropiación de la Pérgola San Francisco, la Pérgola Santa María y el propio Mercado de abastos Tirso de Molina. No obstante, una resolución de la COREMA (Comisión Regional de Medio Ambiente) determinó la obligación del Ministerio de Obras Públicas de construir —como parte de estas obras de mitigación— un nuevo edificio para las tres actividades afectadas.
A pesar de la modificación del trazado de la autopista urbana y su reformulación como vía subterránea, específicamente debajo del lecho del Mapocho, la resolución de la COREMA se mantuvo «porque la salida de la autopista en Recoleta generaba un alto impacto, especialmente el retorno en “U” que pasaba por la calle Artesanos».

## Arquitectura

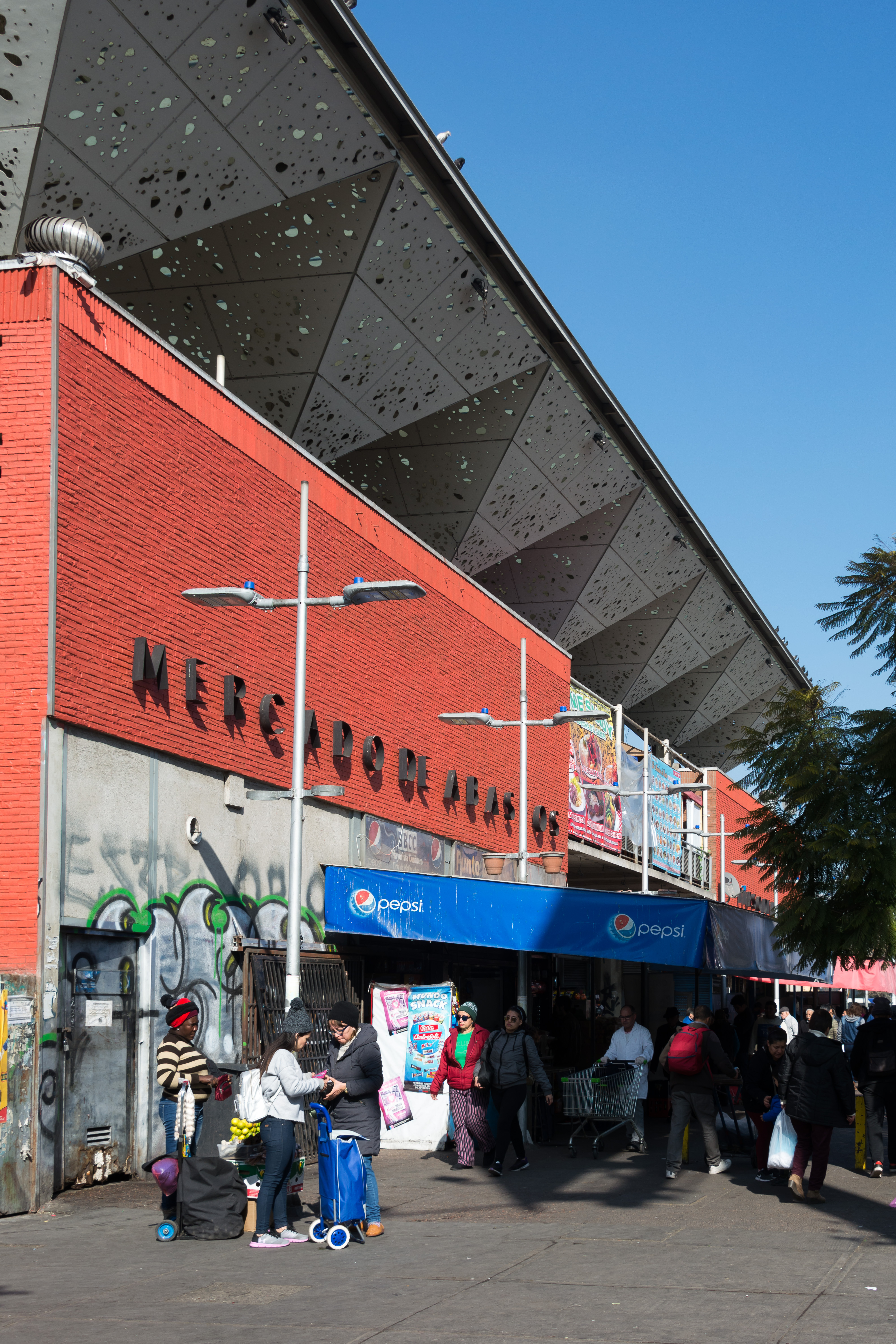
Vista del mercado.

Tras un fallido plan de mitigación en 2005, al año siguiente la Dirección General de Concesiones mandató a la Dirección de Arquitectura a participar en el proyecto definitivo para el mercado. No obstante, los anteproyectos no cumplieron con todos los objetivos, hasta la propuesta de Iglesis Prat Arquitectos, la misma oficina de arquitectura que diseñó la Torre Telefónica.

El mercado se perfila más allá de un intercambio de bienes, como un lugar en el que confluyen diversos grupos de nuestra sociedad produciéndose un sincretismo cultural en el que también tienen cabida los turistas extranjeros
María Graciela López en Un pedacito del Santiago que se nos va

La volumetría exterior se asocia arquitectónica y conceptualmente al de la Pérgola Santa María y San Francisco, como un único gran proyecto: misma altura, modulación, conceptos y materialidad, es decir, un edificio de simpleza formal y constructiva pensado para una gran intensidad de uso y como ícono arquitectónico en un lugar cargado de simbolismo e identidad popular, como resulta ser el barrio de la Vega Central.
En la reciente construcción, el nuevo mercado se concibió como una gran cubierta que descansa sobre una trama de altos pilares. Como árboles artificiales, los módulos de la cubierta de 6 x 6 m definen una planta libre y flexible para la instalación de los locales en 2 niveles. Cada módulo está conformado por una estructura piramidal invertida con techo traslúcido que genera la iluminación interior reinterpretando el follaje de los árboles. «Un juego de luces y sombras se produce en todo el interior y dibuja en los volúmenes y en el suelo múltiples formas que se multiplican por todo el mercado».